# Katelyn Tarver

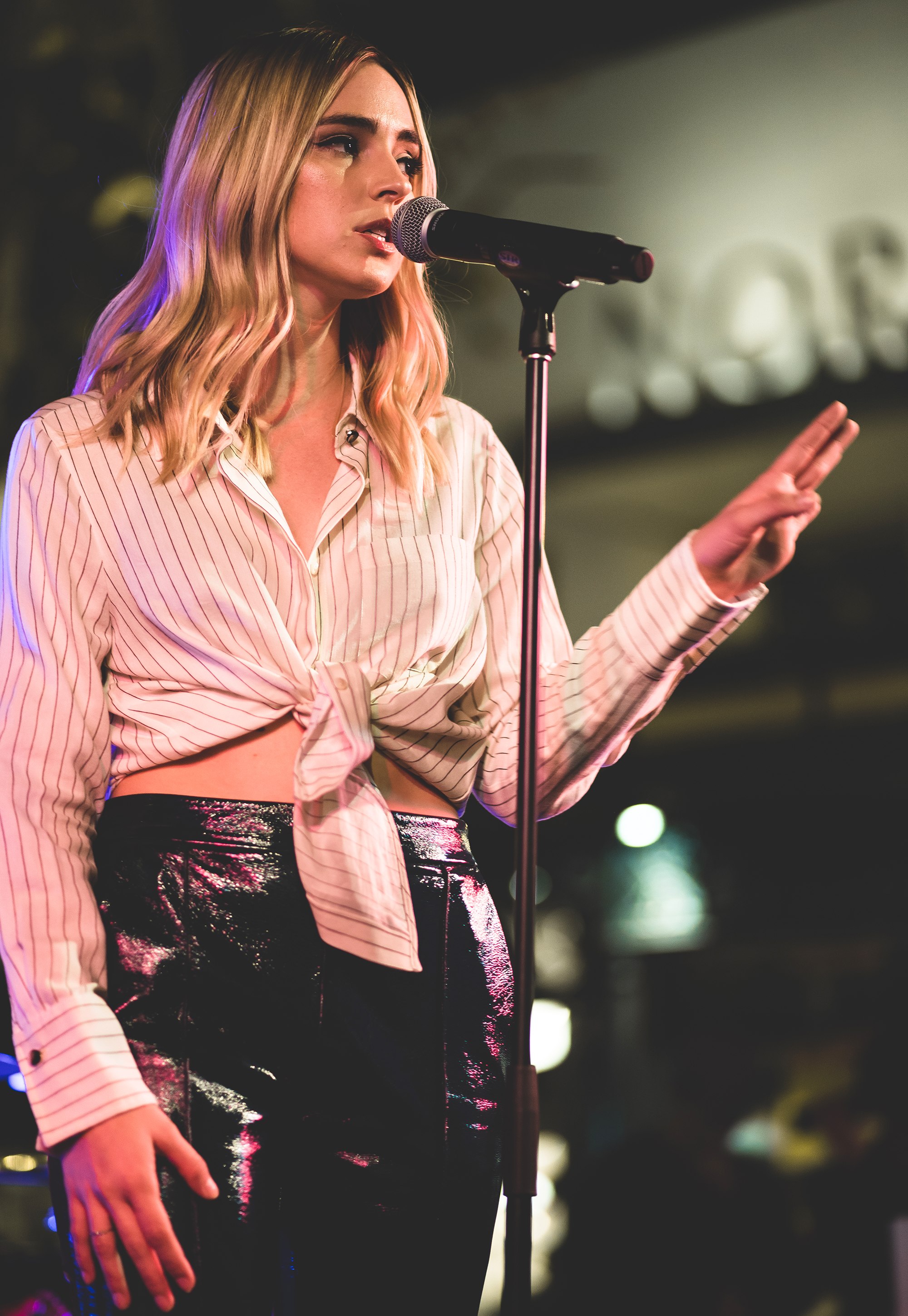
Katelyn Tarver (2018)

Katelyn Marie Tarver (* 2. November 1989 in Glennville, Tattnall County, Georgia) ist eine US-amerikanische Schauspielerin und Sängerin.

## Karriere
2003 nahm Tarver an der Castingshow American Juniors teil, bei der sie das Finale erreichte, aber nicht gewann. Ihr erstes Album, Wonderful Crazy, erschien 2005.
2009 nahm sie den Song 'Us Against The World' zusammen mit Mitchel Musso auf. Der Song wurde auf Mussos erstem Album veröffentlicht. Von 2010 bis 2011 spielte sie die Rolle der Jo Taylor, in Big Time Rush. Nachdem sie die Serie Mitte der zweiten Staffel verlassen hatte, kehrte sie Anfang der dritten Staffel wieder zur Serie zurück. Außerdem war sie 2010 und 2011 in insgesamt fünf Episoden der Serie My Superhero Family zu sehen. Ebenso hatte sie 2012 in der ABC-Family-Jugendserie The Secret Life of the American Teenager die Rolle der Mercedes inne.

## Privatleben
Ihr älterer Bruder ist der Schauspieler Drew Tarver. Seit 2013 ist sie mit dem Sänger David Blaise zusammen, die Hochzeit fand am 19. Juli 2014 in Los Angeles statt.

## Filmografie
- 2010–2013: Big Time Rush (Fernsehserie, 33 Episoden)
- 2010–2011: My Superhero Family (No Ordinary Family, 5 Episoden)
- 2012: The Secret Life of the American Teenager (Fernsehserie, 8 Episoden)
- 2014: Eiskalter Engel – Tod im College (Dead on Campus)
- 2015: Lost Kings – You ft. Katelyn Tarver (Musikvideo)
- 2017: Famous in Love (Fernsehserie, 4 Episoden)

## Diskografie

### Alben/EPs
- 2005: Wonderful Crazy – Album
- 2007: Chasing Echoes – EP
- 2011: A Little More Free – EP
- 2017: Tired Eyes – EP
- 2018: Kool Aid – EP
- 2019: Kool Aid (Sugar Free) – EP
- 2021: Subject to Change – Album

### Singles
- 2005: Wonderful Crazy
- 2005: I'll Make It Real (mit Aaron Agassi)
- 2007: Chasing Echoes
- 2016: Love Me Again
- 2016: Planez
- 2019: Cool
- 2019: Sinking In
- 2019: Cynical
- 2019: Somebody Else
- 2020: Heaven (mit Sj)
- 2020: Feel Bad
- 2020: Made It This Far
- 2020: So Would I
- 2020: Young
- 2020: Side of My Heart
- 2020: Fall Apart Too
- 2020: Hundred
- 2020: Dionne
- 2021: Shit Happens
- 2021: All Our Friends Are Splitting Up
- 2021: Nicer
- 2021: Hurt Like That
- 2022: The Only Exception
- 2023: What Makes A Life Good?
- 2023: Starting to Scare Me
- 2023: Cinematic
- 2023: Parallel Universe
- 2023: Ignorance Is Bliss
- 2023: Quitter
- 2023: Friend Like You
- 2023: Japanese Cafe

### Gastbeiträge
- 2015: Broke (mit Joe Budden)
- 2015: You (mit Lost Kings)